# 勒兰冈-贝尔讷
勒兰冈-贝尔讷（法語：Leulinghen-Bernes，法語發音：[lœlɛ̃ɡɑ̃ bɛʁn]）是法国上法蘭西大區加来海峡省的一个市镇，属于滨海布洛涅区。

## 地理
勒兰冈-贝尔讷（50°49'58"N, 1°42'49"E）面积6.9 平方千米，位于法国上法蘭西大區加来海峡省，该省份为法国北部沿海省份，西北濒北海，南至索姆省，东临北部省。
与勒兰冈-贝尔讷接壤的市镇（或旧市镇、城区）包括：勒布兰冈、欧当贝尔、巴赞冈、费尔克、马基斯。
勒兰冈-贝尔讷的时区为UTC+01:00、UTC+02:00（夏令时）。

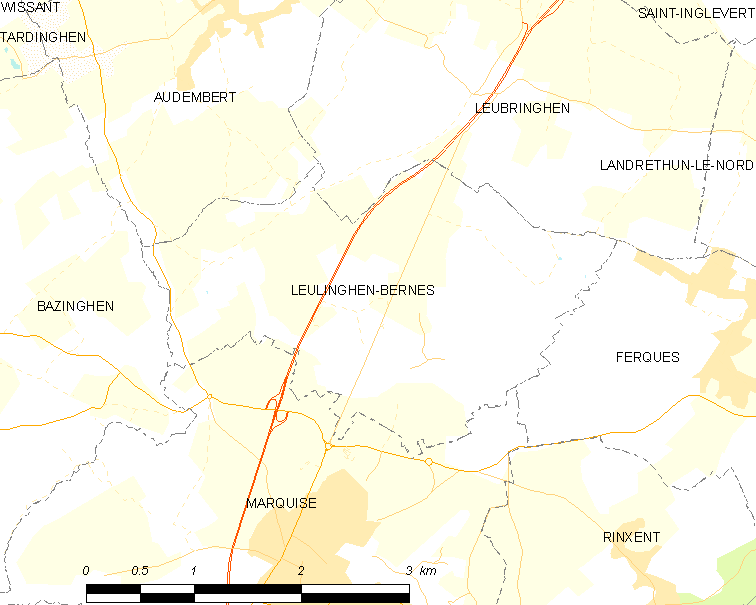
勒兰冈-贝尔讷的OSM定位图

## 行政
勒兰冈-贝尔讷的邮政编码为62250，INSEE市镇编码为62505。

## 政治
勒兰冈-贝尔讷所属的省级选区为代夫勒县。

## 人口

1962-2008年间勒兰冈-贝尔讷人口变化图示

勒兰冈-贝尔讷于2022年1月1日时的人口数量为535人。